# Anifrolumab
Anifrolumab es vendido bajo la marca Saphnelo, y es un medicamento utilizado para tratar el lupus eritematoso sistémico .  Específicamente se utiliza para enfermedades de moderadas a graves que no se controlan con los tratamientos habituales.  Se administra mediante inyección en una vena.
Los efectos secundarios más comunes son infecciones de las vías respiratorias superiores y bronquitis; otros efectos secundarios pueden incluir culebrilla .  La seguridad durante el embarazo no está clara.  Es un anticuerpo monoclonal que se une al receptor de interferón tipo I, bloqueando la actividad de los interferones tipo I.
Anifrolumab fue aprobado para uso médico en los Estados Unidos en 2021 y en Europa en 2022.   En Estados Unidos costará alrededor de 5.000 dólares estadounidenses por dosis a partir de 2022.  No está disponible comercialmente en el Reino Unido a partir de 2022.